# Catedral de la Anunciación y San Nathy (Ballaghaderreen)
La Catedral de la Anunciación o simplemente Catedral de Ballaghaderreen (en inglés: Cathedral of the Annunciation and St. Nathy) es un templo católico en Ballaghaderreen, Irlanda, que sirve como la sede de la diócesis de Achonry.
La catedral, construida por el cardenal Patrick Durcan, fue edificada en el estilo gótico a partir de 1855 y se terminó en 1860, año en que también se produjo su consagración. El proyecto fue encargado al estudio inglés  Weightman y a Mateo Ellison Hadfield utilizando como modelos las iglesias medievales Inglesas y Francesas.
El campanario de 59,6 metros con una aguja y un carillón de campanas, fue añadido  en 1912 por el arquitecto del proyecto, William H. Byrne un irlandés. Debido a su altura, el cuerpo de la iglesia en piedra caliza gris parece pequeño, aunque es 45,72 metros de largo, 17,9 metros de ancho y 20,4 metros de altura.
El interior tiene una sola nave . Al sur de la puerta oeste esta la pila bautismal que data de alrededor del año 1870. 